# Fiellukeädgeskeädgi
Fiellukeädgeskeädgi är en kulle i Finland. Den ligger i Utsjoki kommun i landskapet Lappland, i den norra delen av landet, 1 000 km norr om huvudstaden Helsingfors. Toppen på Fiellukeädgeskeädgi är 461 meter över havet. Fiellukeädgeskeädgi ingår i Paistunturit.
Terrängen runt Fiellukeädgeskeädgi är platt åt sydväst, men åt nordost är den kuperad.  Trakten runt Fiellukeädgeskeädgi är nära nog obefolkad, med mindre än två invånare per kvadratkilometer. Det finns inga samhällen i närheten. Omgivningarna runt Fiellukeädgeskeädgi är i huvudsak ett öppet busklandskap.